# Fréville (Seine-Maritime)
Pour les articles homonymes, voir Fréville.
Fréville est une ancienne commune française située dans le département de la Seine-Maritime en Normandie.
La commune fusionne avec trois autres le 1er janvier 2016 pour former la commune nouvelle de Saint-Martin-de-l'If et prend à cette date le statut de commune déléguée.

## Géographie

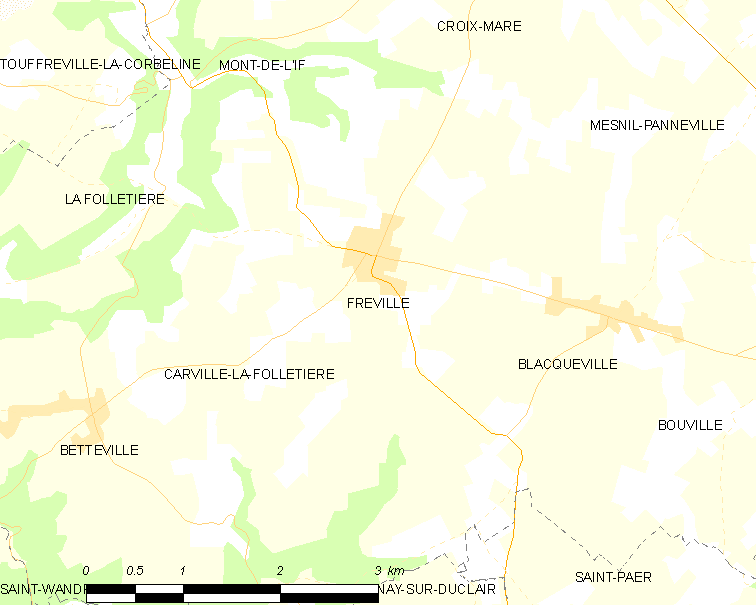
Carte de l'ancienne commune de Fréville.
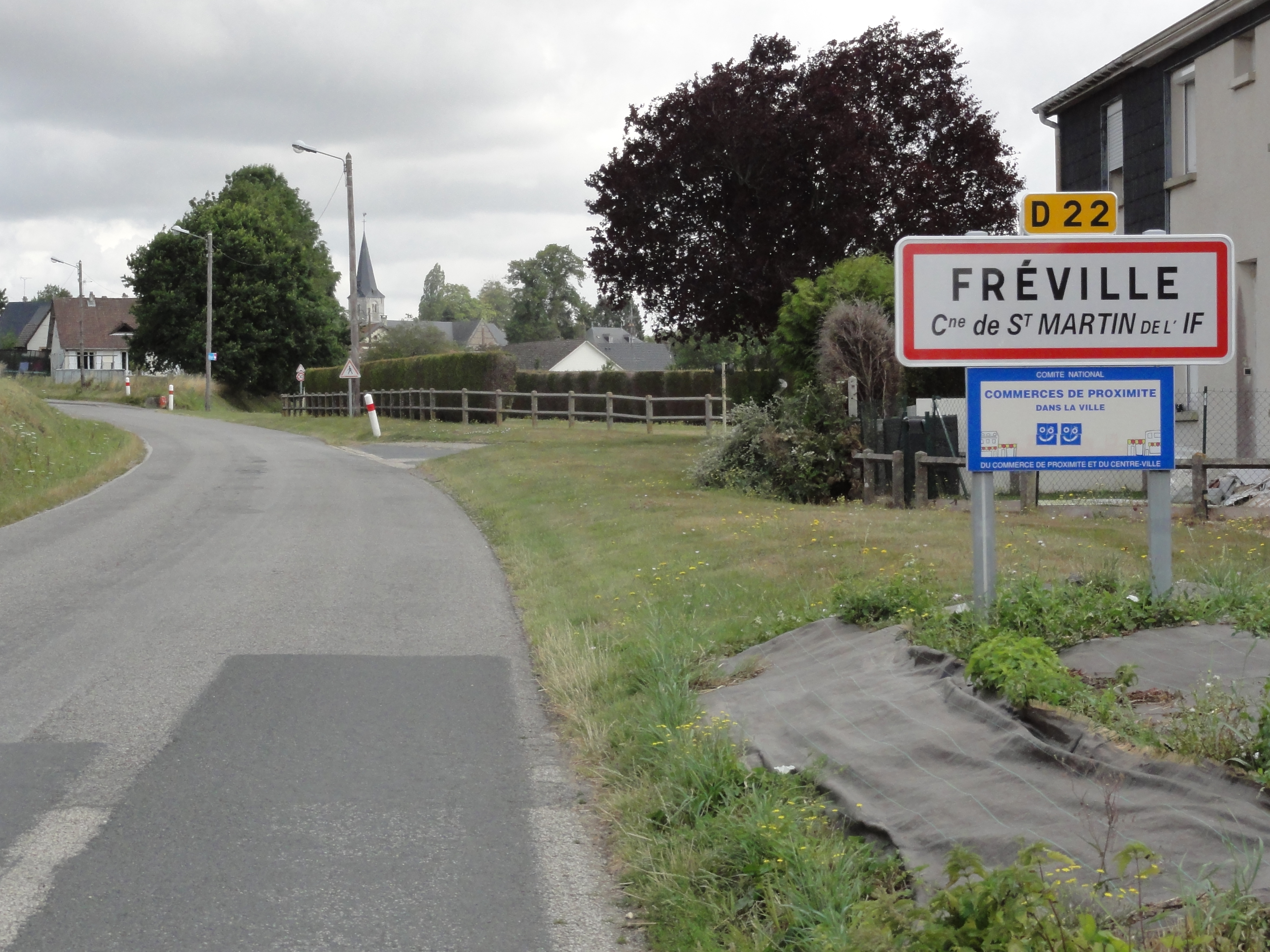
Entrée de Fréville, commune de Saint-Martin-de-l'If.
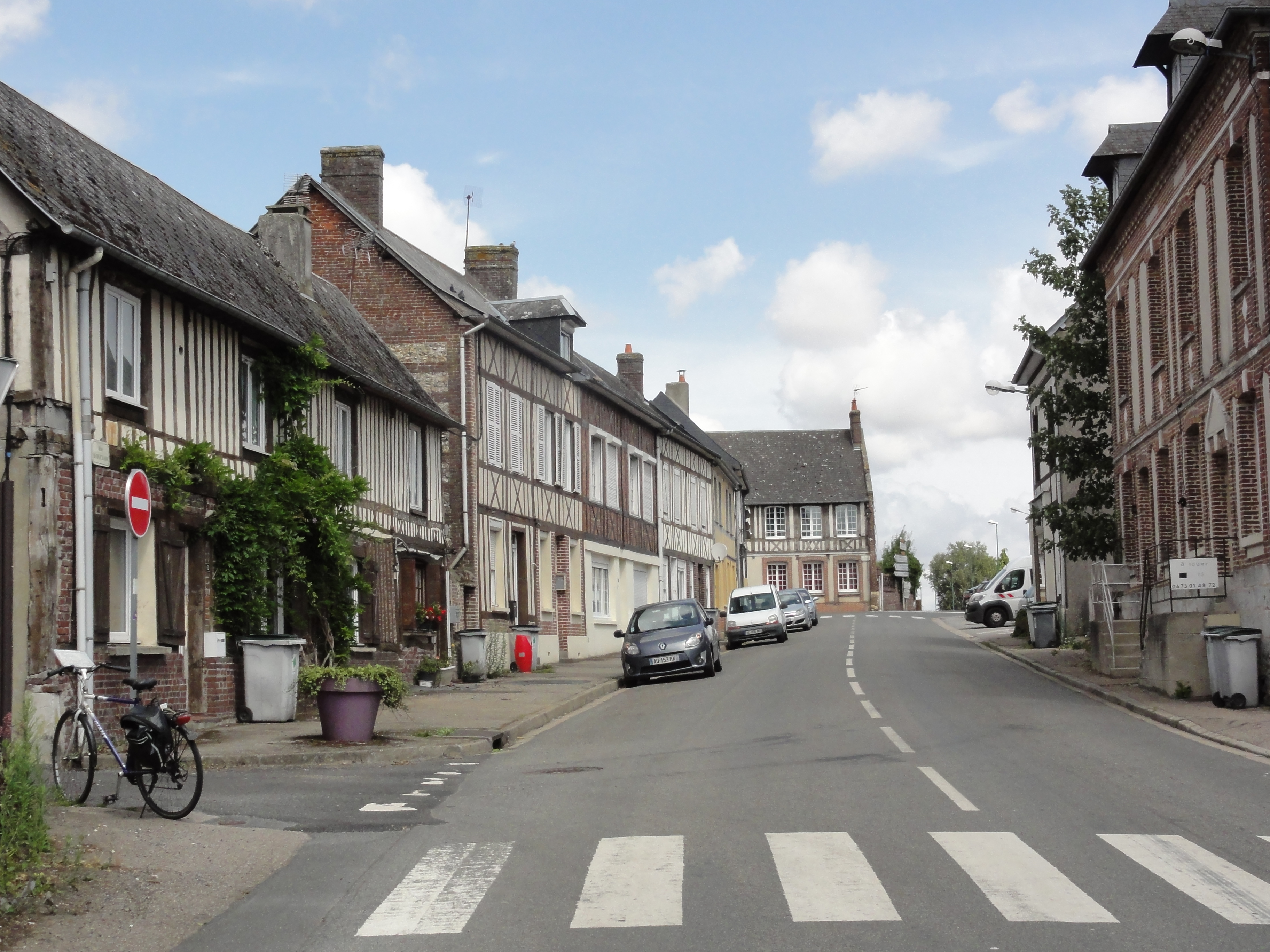
La rue de Duclair.

## Toponymie
Le nom de la localité est attesté sous les formes Fredivilla et Fredevilla en 1035.

## Histoire
Une grande partie de la paroisse de Fréville constituait jadis un fief appartenant au roi qui avait aussi, à ce titre, le privilège de présenter au bénéfice cure. Le roi portait effectivement le titre honorifique de « patron fondateur » du bénéfice cure de Fréville. Philippe III le Hardi donna, en 1278, une partie de ses terres de Fréville, environ 200 hectares, en domaine propre, aux chanoines réguliers de Saint-Augustin du prieuré royal de Saint-Thomas dit « Le Mont-aux-Malades » près de Rouen. La donation comprenait aussi la basse justice attachée au fief et un domaine fieffé représentant 14 petits fiefs et tenures. L'ensemble du domaine fieffé et non fieffé devait dépasser 1000 acres sur Fréville, Carville et La Folletière. Le roi se réserva toutefois la haute justice et le patronage de la cure. En 1281, Philippe Le Hardi amplifia la donation avec le patronage et les dîmes de la cure de Fréville à la condition que soient nommés à Fréville, dès le départ du curé actuel, deux religieux dudit prieuré royal de Saint-Thomas pour desservir la paroisse. Trois prêtres allaient désormais cohabiter à Fréville jusqu'à la Révolution : le curé prieur, son vicaire, et le chapelain royal chargé de dire la messe pour la famille royale chaque jour de la semaine. Le prieur représentait un pouvoir ecclésiastique mais aussi féodal comme représentant direct sur le terrain du principal seigneur local. Il n'avait toutefois pas de château mais une maison qui porte encore aujourd'hui le nom de « prieuré »[réf. nécessaire].
On retiendra deux curés prieurs célèbres : Dom Antoine Corneille de 1642 à 1657 et l'abbé de Vertot de 1694 à 1696.
Le 1er janvier 2016, les communes de Betteville, La Folletière, Fréville et Mont-de-l'If ont été regroupées par un arrêté préfectoral du 7 décembre 2015 pour former la commune nouvelle de Saint-Martin-de-l'If, et elles sont devenues à cette occasion des communes déléguées,,.

## Politique et administration
| Période      | Période  | Identité       | Étiquette | Qualité                                         |
| ------------ | -------- | -------------- | --------- | ----------------------------------------------- |
| janvier 2016 | En cours | Sylvain Garand |           | Président de la CC du Plateau Vert (2008-2016 ) |

| Période                                  | Période       | Identité                 | Étiquette | Qualité                                         |
| ---------------------------------------- | ------------- | ------------------------ | --------- | ----------------------------------------------- |
| Les données manquantes sont à compléter. |               |                          |           |                                                 |
| 1886                                     |               | Alexandre-Hippolyte Lair |           | Juge de paix                                    |
| Les données manquantes sont à compléter. |               |                          |           |                                                 |
| mars 2001                                | décembre 2015 | Sylvain Garand           |           | Président de la CC du Plateau Vert (2008-2016 ) |

## Démographie
L'évolution du nombre d'habitants est connue à travers les recensements de la population effectués dans la commune depuis 1793. À partir du 1er janvier 2009, les populations légales des communes sont publiées annuellement dans le cadre d'un recensement qui repose désormais sur une collecte d'information annuelle, concernant successivement tous les territoires communaux au cours d'une période de cinq ans. 
Pour les communes de moins de 10 000 habitants, une enquête de recensement portant sur toute la population est réalisée tous les cinq ans, les populations légales des années intermédiaires étant quant à elles estimées par interpolation ou extrapolation. Pour la commune, le premier recensement exhaustif entrant dans le cadre du nouveau dispositif a été réalisé en 2008,.
En 2013, la commune comptait 930 habitants, en évolution de +8,39 % par rapport à 2008 (Seine-Maritime : +0,48 %, France hors Mayotte : +2,49 %).
| 1793 | 1800 | 1806 | 1821 | 1831 | 1836 | 1841 | 1846 | 1851 |
| ---- | ---- | ---- | ---- | ---- | ---- | ---- | ---- | ---- |
| 550  | 550  | 540  | 513  | 600  | 601  | 580  | 606  | 643  |

| 1856 | 1861 | 1866 | 1872 | 1876 | 1881 | 1886 | 1891 | 1896 |
| ---- | ---- | ---- | ---- | ---- | ---- | ---- | ---- | ---- |
| 592  | 568  | 546  | 527  | 530  | 519  | 551  | 489  | 519  |

| 1901 | 1906 | 1911 | 1921 | 1926 | 1931 | 1936 | 1946 | 1954 |
| ---- | ---- | ---- | ---- | ---- | ---- | ---- | ---- | ---- |
| 515  | 517  | 440  | 467  | 426  | 445  | 432  | 467  | 464  |

| 1962 | 1968 | 1975 | 1982 | 1990 | 1999 | 2008 | 2013 | - |
| ---- | ---- | ---- | ---- | ---- | ---- | ---- | ---- | - |
| 453  | 483  | 506  | 705  | 704  | 797  | 858  | 930  | - |

## Enseignement

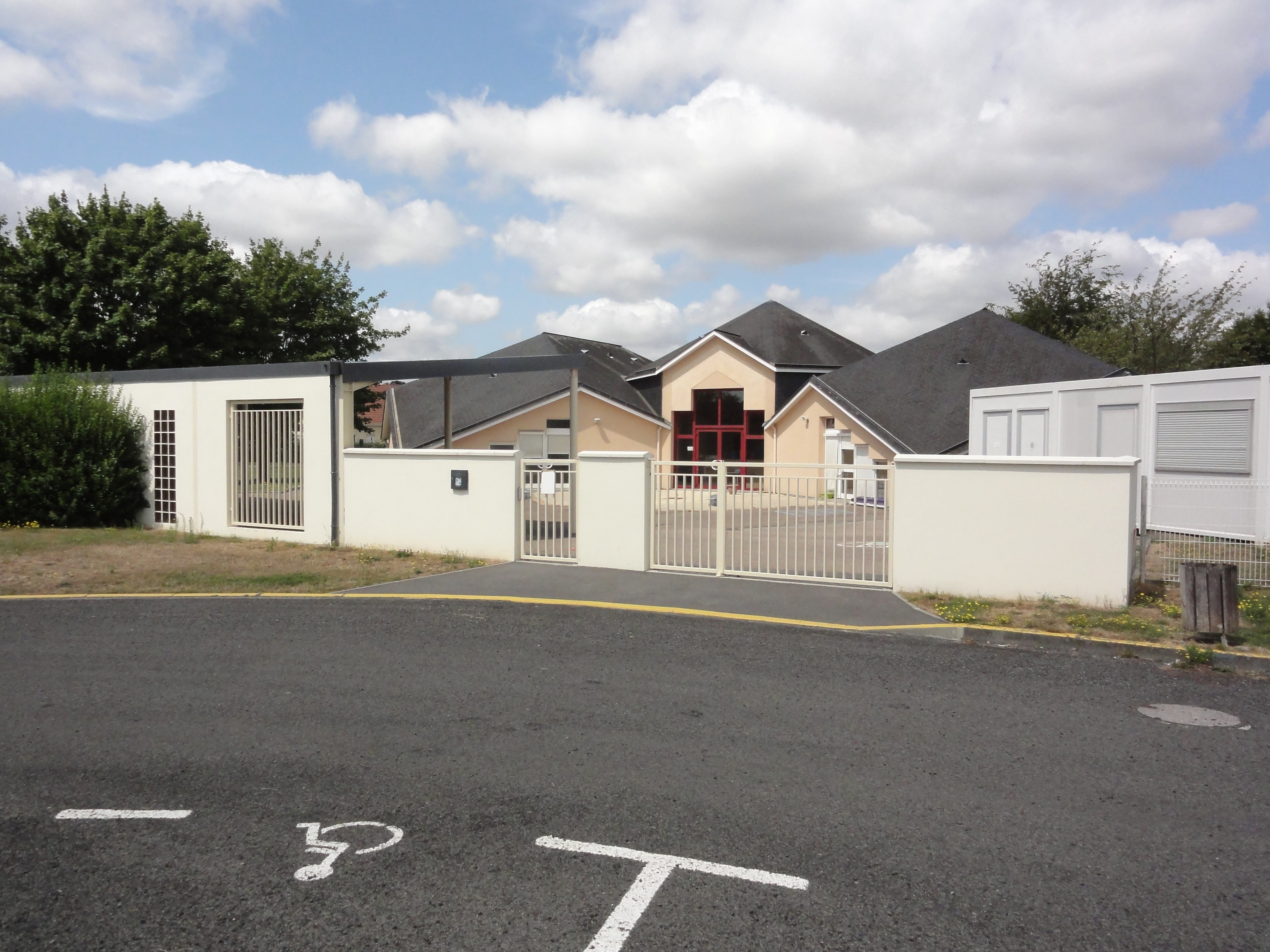
L'école maternelle de Fréville.
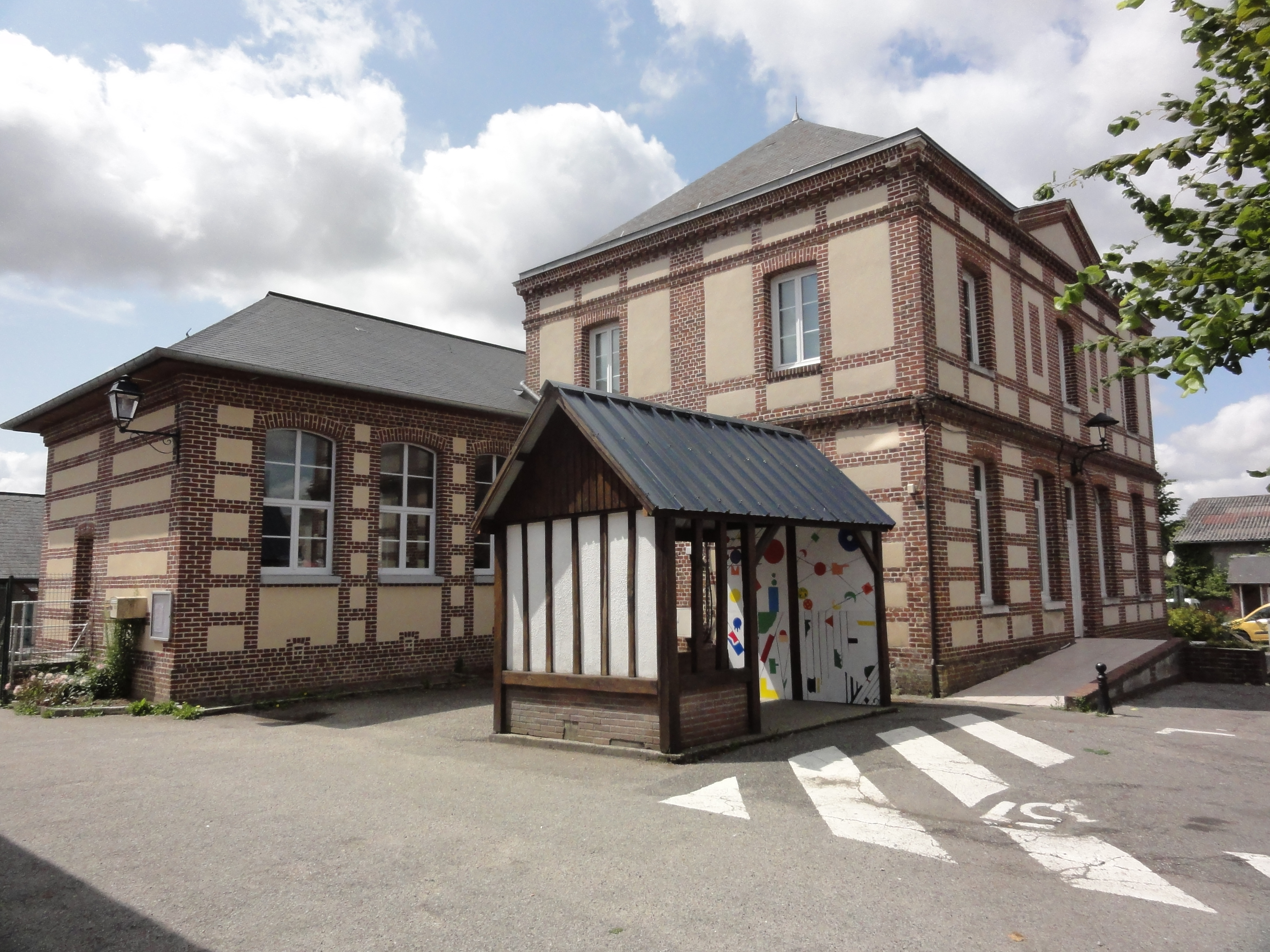
L'école primaire de Fréville.

## Vie associative et sportive

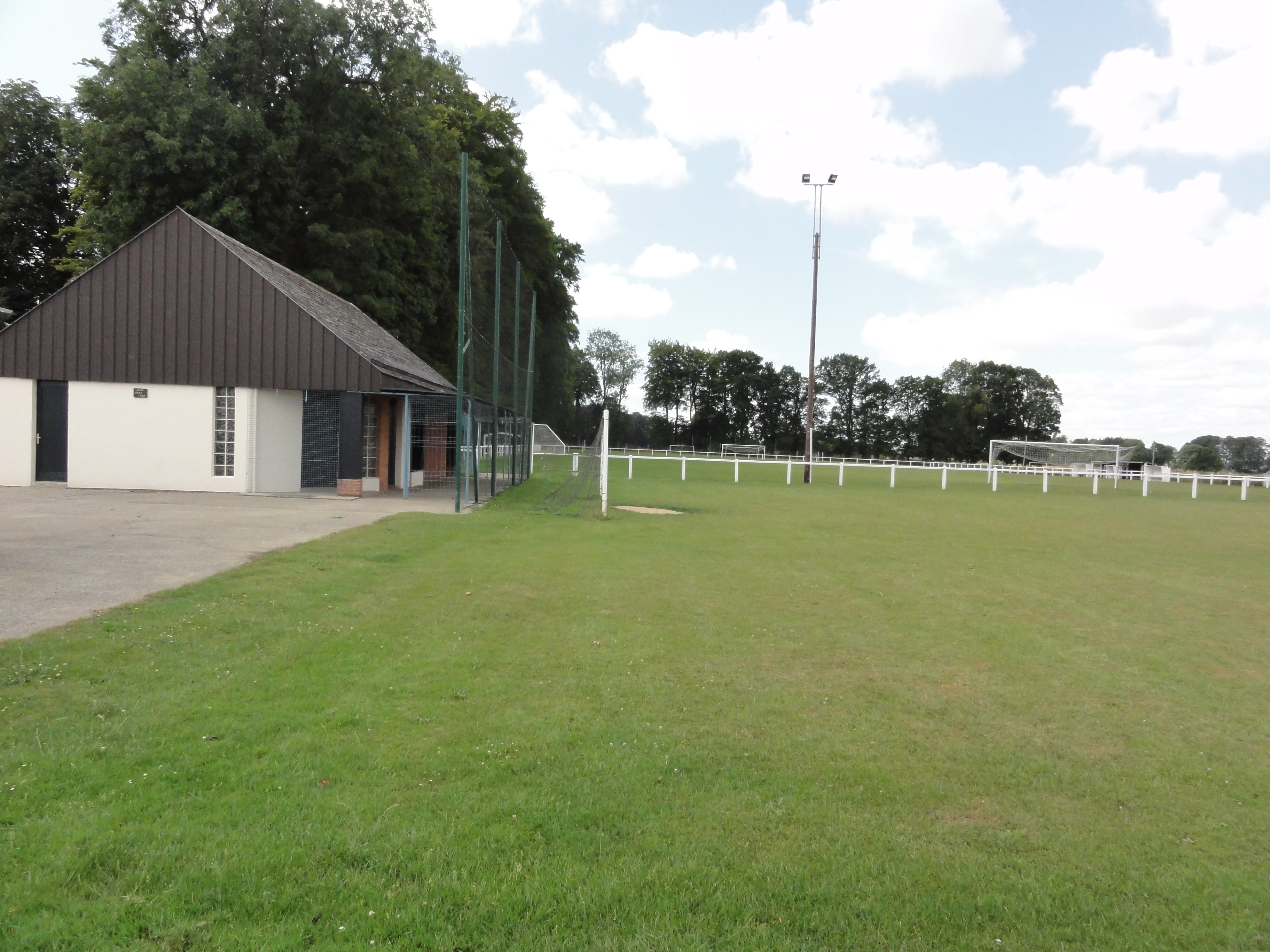
Le stade.
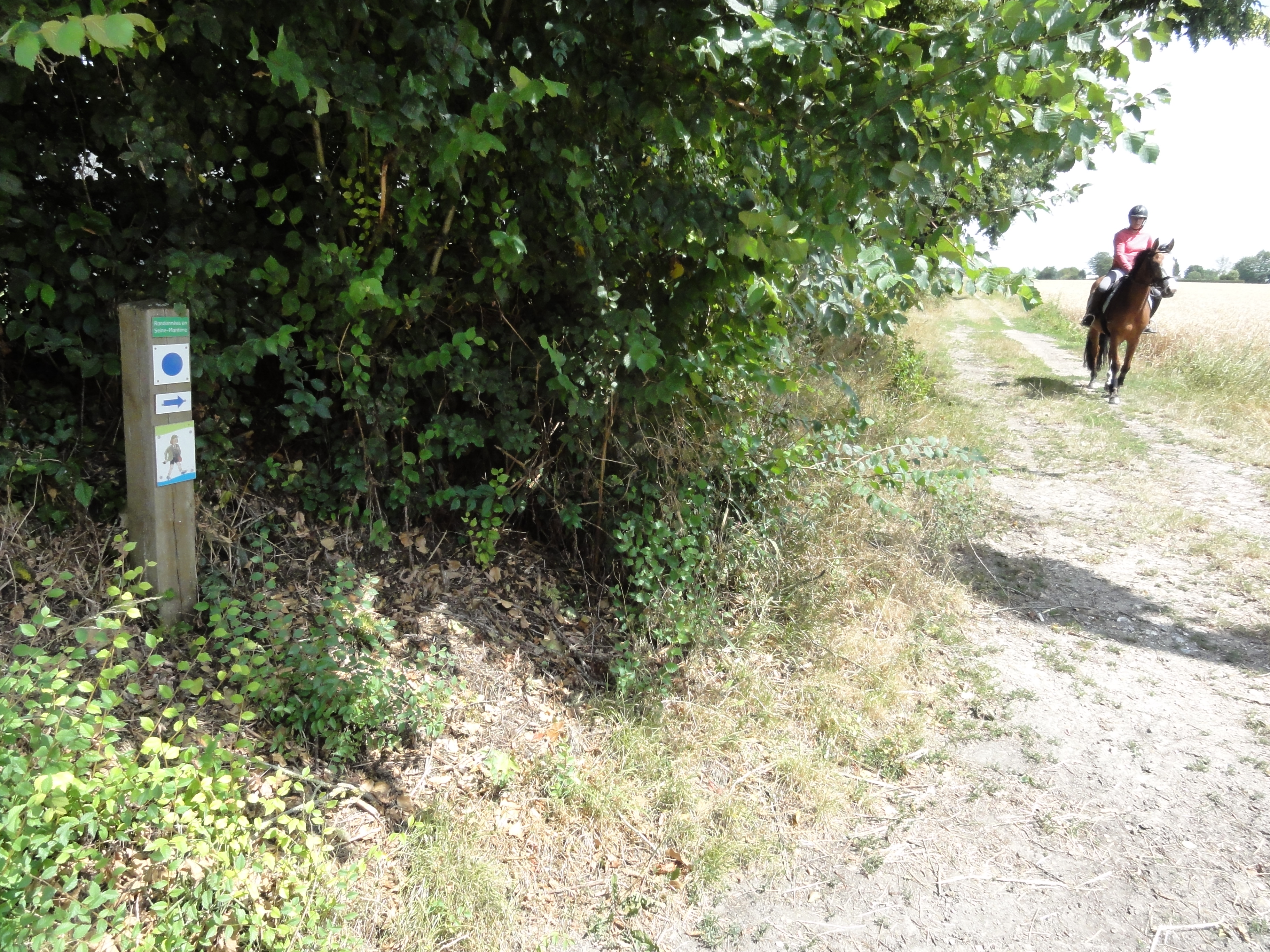
Chemin de randonnée.

## Culture locale et patrimoine

### Lieux et monuments

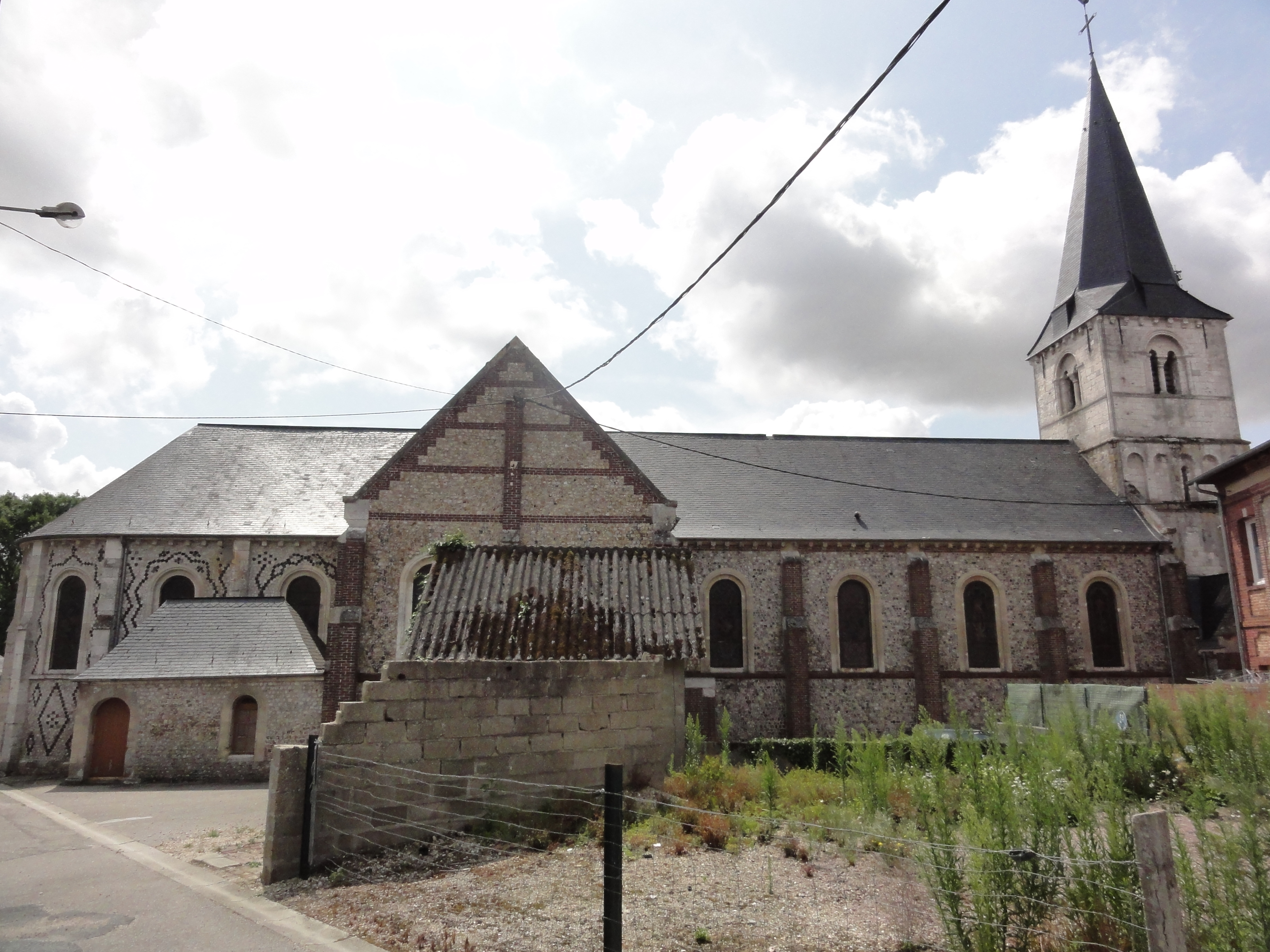
L'église Saint-Martin.

- Église Saint-Martin.
- Monument aux morts.

### Héraldique
| Armes de Fréville | Les armes de la commune de Fréville se blasonnent ainsi : De gueules à deux bâtons en sautoir d’or accompagnés aux flancs de deux léopards rampants du même maintenant les bâtons, en chef d’une cloche senestrée de son battant extérieur le tout d’or et en pointe d’un château d’eau d’argent. Les deux léopards d'or sur champ de gueules rappellent les armes de la Normandie. |

### Personnalités liées à la commune
- Antoine Corneille, curé de la paroisse entre 1642 et 1657, frère cadet de Pierre Corneille. Inhumé dans l'église Saint-Martin.
- René Aubert de Vertot, curé de la paroisse entre 1692 et 1696.